# Ивченко, Борис Викторович
Бори́с Ви́кторович И́вченко (укр. Бори́с Ві́кторович І́вченко; 29 января 1941, Запорожье — 28 июня 1990, Киев) — советский киноактёр и кинорежиссёр.

## Биография
Родился в семье кинорежиссёра и сценариста, Народного артиста УССР Виктора Ивченко и его первой жены, актрисы Ольги Ножкиной.
В 1966 году окончил режиссёрский факультет Киевского государственного института театрального искусства имени И. Карпенко-Карого (обучался в мастерской отца — В. И. Ивченко).
В 1966—1990 годах работал режиссёром на Киевской киностудии имени А. П. Довженко.
Похоронен рядом с могилой отца на киевском Байковом кладбище.

## Фильмография

### Актёрские работы
- 1958 — Ч. П. — Чрезвычайное происшествие — эпизод
- 1960 — Крепость на колесах — эпизод
- 1960 — Кровь людская — не водица — Лифер
- 1961 — Дмитро Горицвит — Лифер Сазоненко
- 1979 — Вавилон ХХ — Чернец

### Режиссёрские работы
- 1968 — Аннычка
- 1971 — Олеся
- 1972 — Пропавшая грамота
- 1973 — Когда человек улыбнулся
- 1974 — Марина
- 1976 — Память земли
- 1979 — Под созвездием Близнецов
- 1981 — Два дня в декабре
- 1982 — Звёздная командировка
- 1983 — Внезапный выброс
- 1989 — Небылицы про Ивана

## Награды
- 1969 — Приз «Золотая Башня Байона»[2] на Международном кинофестивале, Пном-Пень, Камбоджа, за фильм «Аннычка» (1968).